# 宮島雅展
宮島 雅展（みやじま まさのぶ、1945年（昭和20年）7月30日 ‐ ）は、日本の政治家。山梨県甲府市長（3期）、山梨県議会議長（第109代）、山梨県議会議員（3期）、甲府市議会議員（3期）などを歴任した。

## 概要
山梨県南巨摩郡増穂町（現富士川町）生まれ。山梨県立甲府第一高等学校卒業後、山梨大学教育学部に入学。大学在学中の1971年、甲府市議会議員選挙が行われ、被選挙権が得られる25歳であったため、立候補。当選していれば最年少かつ学生議員となったが、落選した。その後、山梨大学教育学部を中退。
1979年、甲府市議会議員選挙に立候補し、初当選を果たした。甲府市議を3期務めた後、1991年、山梨県議会議員選挙に甲府市選挙区から出馬し、当選した。県議在職中、山梨県議会議長を務めた。
2003年、山本栄彦甲府市長の山梨県知事選挙立候補に伴う甲府市長選に、山梨県議を辞職して立候補を表明。山本の支援者や民主、公明、社民各党の推薦や支持を受け、自由民主党が支持した対立候補を破り、当選。2007年、2011年の甲府市長選でも再選された。甲府市長就任後は中道町、上九一色村北部との合併や、停滞していた甲府市中心市街地活性化基本計画の策定、甲府市役所の建替事業に着手した。
2018年12月、県政問題研究有志会の代表に就任。自民党県連の相談役を務めながら、2019年山梨県知事選挙では、現職の後藤斎知事を支持するも、後藤は新人の長崎幸太郎に敗れた。
2020年9月30日、同行した女性と一緒に甲府市内の山中でキノコ採りをしていたが遭難し、山梨県の消防防災ヘリ「あかふじ」で救助された。
2021年4月の春の叙勲で旭日中綬章受章。